# Maxine Stuart
Maxine Stuart (28 de junio de 1918-6 de junio de 2013) fue una actriz estadounidense.
Fue miembro vitalicio de Actors Studio, y apareció en numerosas series de televisión, incluyendo The Donna Reed Show, Stoney Burke, Mr. Novak, Chicago Hope, NYPD Blue, y Trapper John, M.D., así como dramas durante el día "The Edge of Night" y The Young and the Restless.
Fue la voz de la mujer envuelta en vendas en el clásico episodio de The Twilight Zone "The Eye of the Beholder".
Stuart era amiga de la escritora Helene Hanff y es mencionada en varios de los libros de Hanff. Ella murió el 6 de junio de 2013 en su domicilio por causas naturales a la edad de 94 años.